# Chevrolet (pel·lícula)
Chevrolet és una pel·lícula espanyola dirigida per Javier Maqua, una història trista d'aire realista i depriment protagonitzada per marginats socials i rodada als carrers de Madrid en sis setmanes i mitja.

## Sinopsi
Al voltant d'un vell Chevrolet abandonat a la plaça d'una ciutat, una sèrie de personatges busquen refugi i recer. Brujas, un jove camell, utilitza el cotxe per a fer tripijocs amb la droga. Gaspar, un vell rodamón que arriba a la plaça a la recerca de Brujas, troba en el vell cotxe una llar provisional. Tots dos han viscut en el passat una relació d'odi que els ha portat a la seva actual situació. El veïnat es mostra indiferent davant la presència del cotxe. Lucía, una dona jove, potser una altra marginada de la societat, és l'única persona que estableix relació amb Gaspar i Brujas.

## Ficha artística
- Isabel Ordaz (Lucía)
- Javier Albalá (Brujas)
- Manuel de Blas (Gaspar)
- Mario Zorrilla (Juanvi)
- Alfonso Asenjo (Turco)
- Alfonso Vallejo (Cuevas)
- Juan Margallo (Padre Miguel)
- Emilio Batista (Pinto)

## Palmarès cinematogràfic
XII Premis Goya
| Categoria               | Persona      | Resultat   |
| ----------------------- | ------------ | ---------- |
| Millor actriu revelació | Isabel Ordaz | Guanyadora |

Isabel Ordaz també va guanyar el Sant Jordi de Plata com a millor actriu al 20è Festival Internacional de Cinema de Moscou.